# Mary Mary
Mary Mary ― американская группа, состоящая из сестёр Эрики Аткинс-Кэмпбелл и Тресины Аткинс-Кэмпбелл. Образованная в 1998 году, Mary Mary получила широкое признание после выхода их дебютного альбома-бестселлера Thankful (2000), который содержал хитовый сингл «Shackles (Praise You)». Их следующий альбом Incredible (2002) занял первое место в чарте лучших альбомов Gospel. Их одноимённый третий альбом, Mary Mary (2005) содержит мировые хиты «Heaven», «The Real Party» и «Yesterday».
Их четвёртый альбом The Sound (2008) содержит синглы «Get Up» и «God in Me». В 2011 году они выпустили свой пятый студийный альбом Something Big, а в 2012 году выпустили сборник Go Get It, прежде чем уйти в перерыв. В марте 2012 года состоялась премьера их собственного телесериала "Мэри Мэри" на WE tv.
На сегодняшний день группа продала более восьми миллионов пластинок по всему миру. Была номинирована на одиннадцать премий Грэмми, выиграв четыре раза, в том числе один раз за лучшее исполнение Gospel и за лучший современный альбом Soul Gospel. Название группы навеяно двумя знаменитыми Мариями из Библии: Марией, матерью Иисуса, и Марией Магдалиной. Они также выступали в Белом доме в 2005 году.

## Начало
Сестры Аткинс, урождённые Эрика Моник и Тресина Эветт, выросли в большой семье с семью братьями и сёстрами в Инглвуде, штат Калифорния. Их мать, Томасина Аткинс, руководила хором Церкви Бога во Христе. Их отец, Эдди А. Аткинс также был адептом Церкви Бога во Христе и советником по делам молодёжи, до самой смерти в 2013 году.
Эрика и Тресина участвовали в церковных хорах, передвижных евангельских шоу и телевизионных постановках. Сёстры поступили в колледж Эль-Камино, чтобы изучать вокал. Там они столкнулись с разделением между строгим академическим изучением музыки и поп-музыкой. В 1995 году они гастролировали с евангельскими шоу Майкла Мэтьюса. Каждая сестра впоследствии гастролировала в качестве бэк-вокалиста.

## Карьера
После встречи с продюсером Уоррином Кэмпбеллом сёстры подписали контракт с лейблом EMI. Их песни сразу же были включены в саундтреки к фильмам «Доктор Дулиттл» и «Принц Египта». Впоследствии дуэт подписал контракт с Columbia Records и решил выступать под именем Mary Mary. Их первый сингл «Shackles» стал хитом. Он достиг 28-го места в чарте Billboard Hot 100. Песня получила широкую известность на MTV. Их дебютный альбом Thankful был выпущен в мае 2000 года. Он достиг первого места в чарте госпел-альбомов и поднялся до 59 в общем чарте Top 200. В целом, альбом был сертифицирован платиновым в США и получил премию Грэмми за лучший современный альбом Soul Gospel.
С их вторым альбомом, Incredible, дуэт смог сохранить свой успех. Вскоре после выхода в июле 2002 года он занял первое место в чарте госпел-альбомов и вошёл в Топ-20 из 200 лучших альбомов. Incredible позже был сертифицирован золотым за продажу 500 000 копий в Соединённых Штатах. Синглами альбома были «In The Morning» и «I Try». В то время как этот альбом попал в чарты выше, чем их дебют, продажи были ниже. Дуэт объяснил снижение продаж менее агрессивным продвижением из-за смены лейбла и появления музыкального пиратства. В ноябре 2003 года они опубликовали свою биографию Transparent.
В июле 2005 года вышел их третий альбом Mary Mary. Он стал первым альбомом дуэта, вошедшим в топ-10 Billboard, и позже был сертифицирован золотым за продажу более 500 000 копий. Первый сингл «Heaven» вошёл в историю и побил рекорды чартов, поскольку он провёл беспрецедентные девять недель под номером один в чарте Billboard’s Gospel Radio Chart. Их второй сингл, «The Real Party», дебютировал под номером 43 в чарте Gospel Radio Chart, а третий, «Yesterday», стал хитом в чарте Adult R&B Songs и достиг 10-го места. В чарте Hot R&B/Hip-Hop Songs песня стала их вторым по величине хитом. Последний сингл альбома, «Believer», занял 33-е место в чарте Gospel Radio chart.
21 октября 2008 года они выпустили свой пятый студийный альбом The Sound. Ведущий сингл «Get Up» был выпущен в цифровом формате через iTunes 15 июля 2008 года. Альбом пользовался успехом на основном рынке и было продано свыше 37 000 копий в первую неделю, что сделало его лучшим альбомом в чартах на сегодняшний день. Он дебютировал на седьмом месте в чарте Billboard 200, на втором месте в американском чарте R&B и возглавил чарты госпела и кантри-музыки. Альбом занимал первое место в чарте Billboard’s Gospel Album Chart в течение шести месяцев с момента его выпуска.
Весной 2009 года сингл «God in Me» добился кроссоверного успеха, заняв пятое место в чарте R&B/Hip-Hop Chart и первое место в Hot Dance Club Songs.
Дуэт был номинирован на 52-ю премию Грэмми в категории Лучшая госпел песня за песню «God in Me», в том же году была также номинирована песня Израиля Хоутона «Every Prayer». Альбом получил четыре звёздные награды Mary Mary 16 января 2010 года. Их пригласили принять участие в записи песни «We Are the World», в фонд помощи жителям Гаити, пострадавшим от землетрясения.
В 2009 году Mary Mary начали записывать свой шестой студийный альбом. В апреле 2010 года они выпустили книгу под названием «Be U» на лейбле Simon & Schuster. Осенью 2010 года они выпустили сингл «Walking» в качестве ведущего сингла с их предстоящего альбома. Первоначально названный OMG, проект был переименован в нечто большое после успеха сингла R&B певца Ашера «OMG» в 2010 году. Их альбом был выпущен 29 марта 2011 года.
В 2014 году Эрика Кэмпбелл выпустила дебютный сольный альбом под названием Help, который получил награду «Лучший госпел-альбом» на 57-й ежегодной премии Грэмми. Ее следующий альбом под названием Help 2.0 был выпущен в марте 2015 года. Эрика также ведет утреннее радиошоу «Get Up! Mornings with Erica Campbell», принадлежащее Radio One, вместе с комиком Арленом «Гриффом» Гриффином. В мае 2015 года Тина выпустила свой дебютный сольный альбом It’s Personal. Выход альбома совпал с выходом ее мемуаров «I Need a Day to Pray».
В рамках продвижения Go Get It Mary Mary объявили о туре Go Get It. Тур проходил в десяти разных городах Соединённых Штатов, начиная с Джексонвилла, штат Флорида, 25 октября и заканчивая Хэмптоном, штат Вирджиния, 17 ноября.
3 марта 2019 года Эрика Кэмпбелл объявила через Twitter, что поклонники могут ожидать новой музыки от Mary Mary в 2020 году.

## Личная жизнь
В 2000 году Тина вышла замуж за Тедди Кэмпбелла, который был барабанщиком на шоу American Idol. У него есть дочь, Сиерра, от предыдущих отношений. У них пятеро общих детей. Их дочь Лайя Симона Кэмпбелл родилась 9 сентября 2003 года. Вторая дочь Мила Джейн Кэмпбелл родилась в июне 11, 2007. 20 октября 2009 года у них родился сын Глендон Теодор II. Их младший сын, Сантана Кэмпбелл, родился 4 августа 2012 года.
Эрика вышла замуж за их продюсера Уоррина Кэмпбелла 26 мая 2001 года. Их свадьба была показана на канале TLC. 13 сентября 2004 года Эрика родила их первого ребенка, Кристу Николь Кэмпбелл. 24 апреля 2010 года она родила сына Уоррина Кэмпбелла III. 19 июля 2011 года Эрика объявила в программе «Доброе утро, Америка», что она беременна третьим ребенком, который должен родиться 12 февраля. Она родила дочь по имени Зая Моник Кэмпбелл 24 января 2012 года.

## Дискография
- Thankful (2000)
- Incredible (2002)
- Mary Mary (2005)
- A Mary Mary Christmas (2006)
- The Sound (2008)
- Something Big (2011)